# Territorio de Illinois
El Territorio de Illinois fue un territorio histórico organizado de los Estados Unidos que existió entre el 1 de marzo de 1809 y el 3 de diciembre de 1818, fecha en la que la parte sur del territorio fue admitida en la Unión como el estado de Illinois. La región era conocida anteriormente como "país de los illinois" mientras estaba bajo control francés, primero como parte del Canadá francés y luego como parte de la Luisiana francesa. Los británicos ganaron autoridad sobre la región con el Tratado de París de 1763, que marcó el fin de la guerra franco-india. 
Durante la Guerra de Independencia de los Estados Unidos, el coronel George Rogers Clark tomó posesión de todo el país de Illinois para el estado de Virginia, el cual estableció allí el "Condado de Illinois" para ejercer sobre el área una gobernanza nominal. Virginia más tarde cedió casi todas sus reclamaciones de las tierras al norte del río Ohio al Gobierno federal de los Estados Unidos con el fin de satisfacer las objeciones de los Estados sin litoral.
El área se convirtió en parte del Territorio del Noroeste de los Estados Unidos desde el 13 de julio de 1787 hasta el 4 de julio de 1800, y desde entonces formó parte del territorio de Indiana en tanto Ohio se preparaba para convertirse en un estado. El 3 de febrero de 1809, el 10.º Congreso de los Estados Unidos aprobó una ley que establecía el territorio de Illinois después de recibir las peticiones de los residentes en las zonas más occidentales quienes se quejaban de las dificultades de participar en los asuntos territoriales en Indiana.

## Límites originales
El territorio de Illinois originalmente incluía las tierras que se convirtieron en los estados de Illinois, Wisconsin, la parte oriental de Minnesota, y la parte occidental de la península superior de Míchigan. Cuando Illinois se estaba preparando para convertirse en un estado, el área restante del territorio se adjuntó al territorio de Míchigan.
Los límites originales del territorio se definieron de la siguiente manera: "... toda la parte del territorio de Indiana que se encuentra al oeste del río Wabash, y una línea recta de dicho río Wabash y Post Vincennes, al norte hasta la línea territorial entre los Estados Unidos y Canadá..."
Kaskaskia fue la capital territorial. El censo de 1810 mostró una población de 12.282.